# QP–14-es konvoj
A QP–14-es konvoj a második világháború egyik hajókaravánja volt, amely a Szovjetunióból indult nyugatra. A QP kód az irányt (keletről nyugatra), a 14 a konvoj sorszámát jelenti. A kereskedelmi hajók és kísérőik 1942. szeptember 13-án indultak el Arhangelszkből. A konvoj szeptember 26-án  érkezett meg a skóciai Loch Ewe-ba. A flottát német tengeralattjárók támadták, és négy hajót elsüllyesztettek.

## Veszteségek

### Szeptember 20.
1942. szeptember 20-án 6.25-kor az U–435 megtámadta a konvojt a Medve-szigettől nyugatra. Több torpedót lőtt ki, de azok nem találtak. Hat perc múlva ismét próbálkozott, és ekkor eltalálta az HMS Leda aknaszedő jobb oldalát. A fedélzeten tartózkodó 134 emberből, akik közül többen a szerencsétlenül járt PQ–17-es konvoj túlélői voltak, 47-en meghaltak. A többieket az HMS Ayrshire és az HMS Northern Gem halászta ki a tengerből.
Este negyed hétkor az U–255 megtorpedózta a Silwer Sword amerikai teherhajót, amely ötezer tonna bőrt, krómércet és faárut szállított. A hajót két torpedó találta el a jobb oldalán. A tengerészek, lövegkezelők és utasok elhagyták a hajót, a 64 emberből egy vesztette életét. A hánykolódó roncsot az HMS Worcester küldte hullámsírba este hétkor. A gép utasai szintén a PQ–17-es konvoj túlélői voltak.
Húsz óra előtt öt perccel az U–703 három torpedót lőtt ki az HMS Somali rombolóra, amely a PQ–18-as konvojból csatlakozott a nyugat felé tartó karavánhoz. Egy torpedó eltalálta a hadihajót, és súlyos sérüléseket okozott. A Zamalek mentőhajó pár perc múlva odaérkezett, de visszairányították a konvojhoz. A legénység többsége átszállt az HMS Lord Middletonra, és a hajón maradó nagyjából nyolcvan tengerész megpróbálta megmenteni a rombolót. Ezután az HMS Ashanti vontatókötélre vette, és a nyugodt tengeren lassan, hét csomóval haladtak.
Este az HMS Somali áramfejlesztői felmondták a szolgálatot, és a legénység kézzel kezdte pumpálni a hajótérből a vizet. Ez nem volt elég, több víz ömlött be, mint amennyit sikerült kiemelniük, és a hajó megdőlt. Más hajókról elektromos kábeleket vezettek át, és ismét sikerült beindítani a szivattyút. A 23-áról 24-ére virradó éjszaka az időjárás elromlott, és az HMS Somali a hóviharban elsüllyedt. A mentőcsapat 35 tagja meghalt.

### Szeptember 22.
Az U–435 szeptember 22-én három hajót süllyesztett el a karavánból. Első áldozata a Bellingham amerikai teherhajó volt, amely 6100 tonna érccel és bőrrel tartott nyugat felé. A Bellingham a konvoj jobb oldali szélső oszlopában haladt, amikor torpedótalálat érte. A hajón tartózkodó 75 ember azonnal elhagyta a fedélzetet, és valamennyien túlélték a támadást. A teherszállító nagyjából hetven kilométerre a Jan Mayen-szigettől nyugatra merült a mélybe.
A második áldozat a brit Grey Ranger volt, amely rakomány nélkül hajózott. A legénység hat tagja meghalt. Az Ocean Voice fűrészáruval és kénnel megpakolva süllyedt a mélybe a támadást után, legénységének tagjai valamennyien életben maradtak.

## A hajók

### Kereskedelmi hajók
| A hajó neve       | Nemzetisége        | Veszteség                |
| ----------------- | ------------------ | ------------------------ |
| Alcona Banner     | Egyesült Államok   |                          |
| Bellingham        | Egyesült Államok   | Elsüllyesztette az U–435 |
| Benjamin Harrison | Egyesült Államok   |                          |
| Black Ranger      | Egyesült Királyság |                          |
| Deer Lodge        | Egyesült Államok   |                          |
| Empire Tide       | Egyesült Királyság |                          |
| Gray Ranger       | Egyesült Királyság | Elsüllyesztette az U–435 |
| Harmatris         | Egyesült Királyság |                          |
| Minotaur          | Egyesült Államok   |                          |
| Ocean Freedom     | Egyesült Királyság |                          |
| Ocean Voice       | Egyesült Királyság | Elsüllyesztette az U–435 |
| Oligarch          | Egyesült Királyság |                          |
| Rathlin           | Egyesült Királyság |                          |
| Samuel Chase      | Egyesült Államok   |                          |
| Silver Sword      | Egyesült Államok   | Elsüllyesztette az U–255 |
| Tobruk            | Lengyelország      |                          |
| Troubador         | Panama             |                          |
| West Nilus        | Egyesült Államok   |                          |
| Winston-Salem     | Egyesült Államok   |                          |
| Zamalek           | Egyesült Királyság |                          |

### Kísérőhajók
| A hajó neve        | Nemzetisége        | Típusa                    |
| ------------------ | ------------------ | ------------------------- |
| HMS Alynbank       | Egyesült Királyság | Légelhárító hajó          |
| HMS Amazon         | Egyesült Királyság | Romboló                   |
| HMS Anson          | Egyesült Királyság | Csatahajó                 |
| HMS Ayrshire       | Egyesült Királyság | Felfegyverzett halászhajó |
| HMS Ashanti        | Egyesült Királyság | Romboló                   |
| HMS Avenger        | Egyesült Királyság | Kísérő repülőgép-hordozó  |
| HMS Blankney       | Egyesült Királyság | Kísérő romboló            |
| HMS Bramble        | Egyesült Királyság | Aknaszedő                 |
| HMS Bramham        | Egyesült Királyság | Kísérő romboló            |
| HMS Britomart      | Egyesült Királyság | Aknaszedő                 |
| HMS Bulldog        | Egyesült Királyság | Romboló                   |
| HMS Cowdray        | Egyesült Királyság | Kísérő romboló            |
| HMS Cumberland     | Egyesült Királyság | Nehézcirkáló              |
| HMS Dianella       | Egyesült Királyság | Korvett                   |
| HMS Duke of York   | Egyesült Királyság | Csatahajó                 |
| HMS Echo           | Egyesült Királyság | Romboló                   |
| HMS Eclipse        | Egyesült Királyság | Romboló                   |
| HMS Eskimo         | Egyesült Királyság | Romboló                   |
| HMS Faulknor       | Egyesült Királyság | Romboló                   |
| HMS Fury           | Egyesült Királyság | Romboló                   |
| HMS Halycon        | Egyesült Királyság | Aknaszedő                 |
| HMS Hazard         | Egyesült Királyság | Aknaszedő                 |
| HMS Impulsive      | Egyesült Királyság | Romboló                   |
| HMS Intrepid       | Egyesült Királyság | Romboló                   |
| HMS Jamaica        | Egyesült Királyság | Könnyűcirkáló             |
| HMS Keppel         | Egyesült Királyság | Romboló                   |
| HMS La Malouine    | Egyesült Királyság | Korvett                   |
| HMS Leda*          | Egyesült Királyság | Aknaszedő                 |
| HMS London         | Egyesült Királyság | Cirkáló                   |
| HMS Lord Austin    | Egyesült Királyság | Felfegyverzett halászhajó |
| HMS Lord Middleton | Egyesült Királyság | Felfegyverzett halászhajó |
| HMS Lotus          | Egyesült Királyság | Korvett                   |
| HMS Mackay         | Egyesült Királyság | Romboló                   |
| HMS Marne          | Egyesült Királyság | Romboló                   |
| HMS Meteor         | Egyesült Királyság | Romboló                   |
| HMS Middletoton    | Egyesült Királyság | Felfegyverzett halászhajó |
| HMS Milne          | Egyesült Királyság | Romboló                   |
| HMS Montrose       | Egyesült Királyság | Romboló                   |
| HMS Norfolk        | Egyesült Királyság | Nehézcirkáló              |
| HMS Northern Gem   | Egyesült Királyság | Felfegyverzett halászhajó |
| HMS Oakley         | Egyesült Királyság | Kísérő romboló            |
| HMS Offa           | Egyesült Királyság | Romboló                   |
| HMS Onslaught      | Egyesült Királyság | Romboló                   |
| HMS Onslaw         | Egyesült Királyság | Romboló                   |
| HMS Opportune      | Egyesült Királyság | Romboló                   |
| HMS P614           | Egyesült Királyság | Tengeralattjáró           |
| HMS P615           | Egyesült Királyság | Tengeralattjáró           |
| HMS Palomares      | Egyesült Királyság | Légelhárító hajó          |
| HMS Poppy          | Egyesült Királyság | Korvett                   |
| HMS Pozarica       | Egyesült Királyság | Légelhárító hajó          |
| HMS Salamander     | Egyesült Királyság | Aknaszedő                 |
| HMS Scylla         | Egyesült Királyság | Könnyűcirkáló             |
| HMS Seagull        | Egyesült Királyság | Aknaszedő                 |
| HMS Sheffield      | Egyesült Királyság | Könnyűcirkáló             |
| HMS Somali**       | Egyesült Királyság | Kísérő romboló            |
| HMS Suffolk        | Egyesült Királyság | Nehézcirkáló              |
| HMS Tartar         | Egyesült Királyság | Romboló                   |
| HMS Venomous       | Egyesült Királyság | Romboló                   |
| HMS Wheatland      | Egyesült Királyság | Kísérő romboló            |
| HMS Wilton         | Egyesült Királyság | Kísérő romboló            |
| HMS Windsor        | Egyesült Királyság | Romboló                   |
| HMS Worcester      | Egyesült Királyság | Romboló                   |

* 1942. szeptember 20-án elsüllyesztette az U–435

** 1942. szeptember 20-án elsüllyesztette az U–703